# Selke-Aue
Selke-Aue ist eine Gemeinde im Landkreis Harz in Sachsen-Anhalt. Sie ist Mitgliedsgemeinde der Verbandsgemeinde Vorharz.
Die Gemeinde wurde am 1. Januar 2010 aus dem freiwilligen Zusammenschluss der Gemeinden Hausneindorf und Wedderstedt gebildet. Noch am selben Tag wurde in diese neue Gemeinde die Gemeinde Heteborn eingemeindet.
Der Zusammenschluss erfolgte vor dem Hintergrund der Gemeindegebietsreform in Sachsen-Anhalt und der im Begleitgesetz festgeschriebenen Mindestanzahl von 1000 Einwohnern in Gemeinden, die einer Verbandsgemeinde angehören.

## Ortsteile
- Hausneindorf
- Heteborn
- Wedderstedt

## Geografie
Die Gemeinde Selke-Aue liegt nordöstlich von Quedlinburg.

## Politik

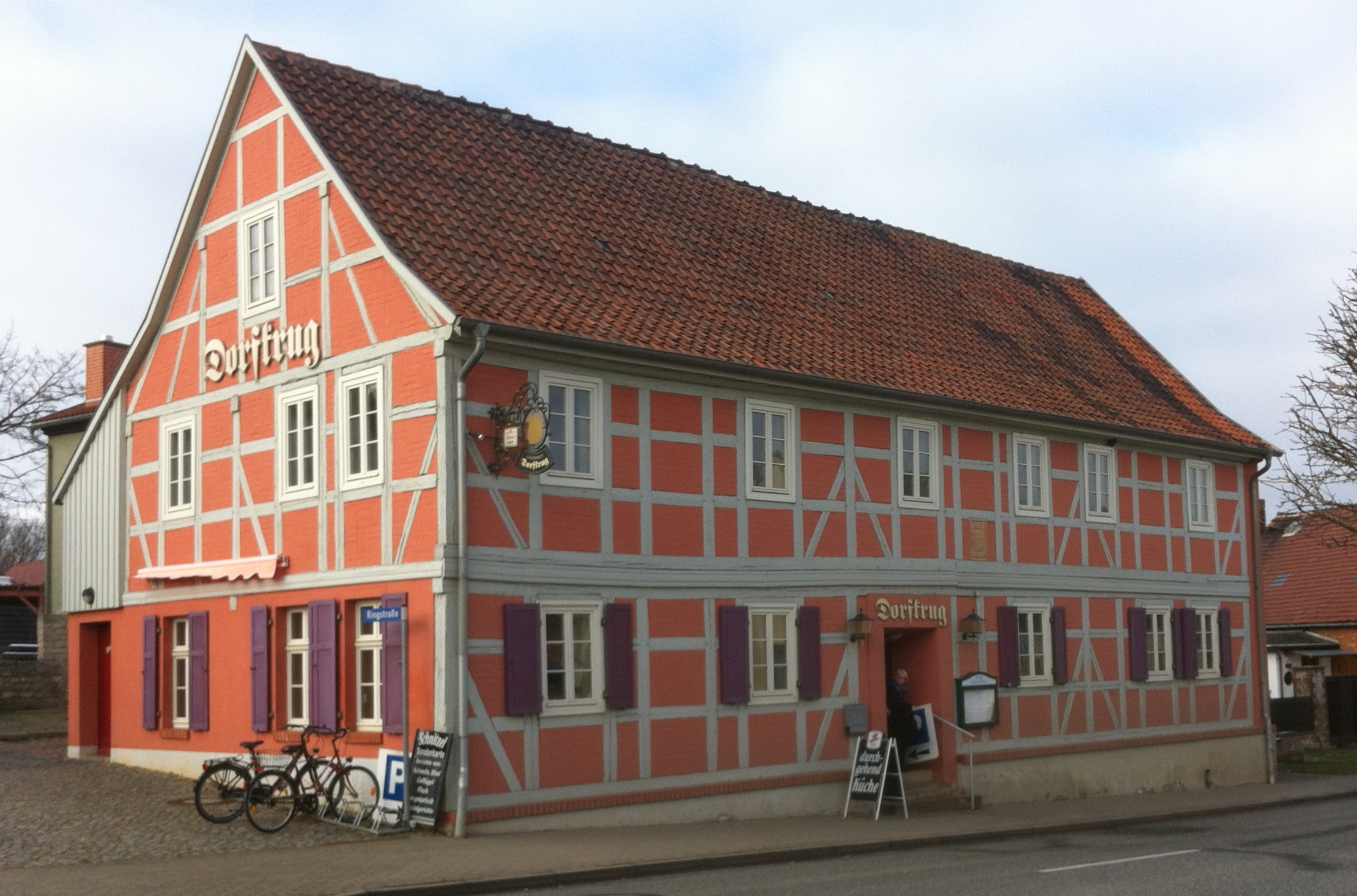
Dorfkrug Wedderstedt

### Gemeinderat
Bei der Kommunalwahl am 26. Mai 2019 entfielen die 12 Sitze des Gemeinderats auf folgende Parteien und Wählergruppen. Die Wahlbeteiligung lag im Jahr 2019 bei 55,3 %.
- Wählergruppe Hausneindorfer für Hausneindorf: 37,72 %, 4 Sitze
- Wählergemeinschaft für Wedderstedt: 26,43 %, 3 Sitze
- Pro Dorf: 13,91 %, 2 Sitze
- CDU: 13,03 %, 2 Sitze
- FDP: 4,54 %, 1 Sitz

### Wappen
Das Wappen wurde am 30. November 2011 durch den Landkreis genehmigt.
Blasonierung: „Über mit einer blauen Wellenleiste belegtem silbernen Schildfuß in Blau vorn ein schwarzgefugter silberner Turm mit spitzer Haube und schwarzer Fensteröffnung, mittig ein steigendes goldenes Eichenblatt und hinten ein schwarzgefugter silberner Turm mit Walmdach und schwarzer Fensteröffnung.“
Die Farben der Gemeinde sind Weiß – Blau.
Das Wappen wurde von Karl-Heinz Fritze aus Niederorschel gestaltet.

### Flagge
Die Flagge ist blau – weiß – blau (1:4:1) gestreift (Streifen senkrecht verlaufend) und mittig mit dem Gemeindewappen belegt.